# جورج شو (لاعب كريكت ويلزي)
جورج شو (بالإنجليزية: George Shaw)‏ (24 أكتوبر 1931 في المملكة المتحدة - 2 أغسطس 1984 في أستراليا) هو لاعب كريكت بريطاني. لعب مع نادي مقاطعة غلاموركن للكريكت ‏.

## وصلات خارجية
- جورج شو على موقع إي آس بي آن كريك إنفو (الإنجليزية)